# Levesville-la-Chenard

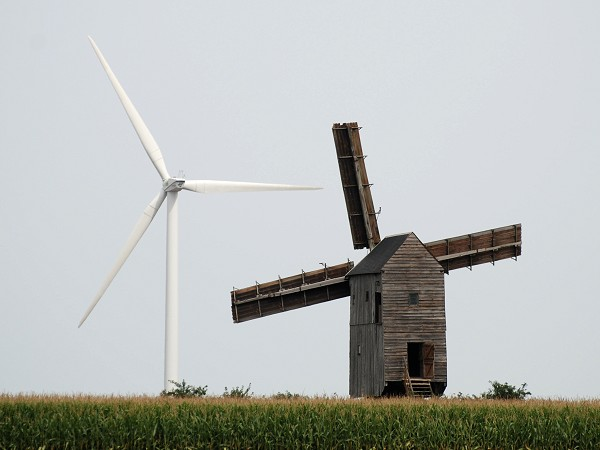
Molens

Levesville-la-Chenard is een gemeente in het Franse departement Eure-et-Loir (regio Centre-Val de Loire) en telt 230 inwoners (2004). De plaats maakt deel uit van het arrondissement Chartres.

## Geografie
De oppervlakte van Levesville-la-Chenard bedraagt 13,5 km², de bevolkingsdichtheid is 17,0 inwoners per km².
De onderstaande kaart toont de ligging van Levesville-la-Chenard met de belangrijkste infrastructuur en aangrenzende gemeenten.

## Demografie
Onderstaande figuur toont het verloop van het inwonertal (bron: INSEE-tellingen).